# Tod durch fallende Kokosnüsse

Zweisprachiges (englisch/japanisch) Warnzeichen in Honolulu

Von einer Palme fallende Kokosnüsse können zu Kopfverletzungen führen. Nur wenige Unfälle mit Todesfolge sind durch Medienberichte dokumentiert. Einer Legende nach kommt es aber regelmäßig zu einer hohen Anzahl von Todesfällen bei Kokosnuss-Unfällen. Diese Zahl wird häufig zum Vergleich mit der Anzahl von Todesfällen durch Haiangriffe genutzt.

## Geschichte
Die Legende von der Kokosnuss-Todesgefahr entstand durch den 1984 in der Zeitschrift Journal of Trauma veröffentlichten Aufsatz Injuries Due to Falling Coconuts (deutsch: Verletzungen aufgrund fallender Kokosnüsse) des Krankenhausarztes Peter Barss aus Papua-Neuguinea. Barss hatte in seiner Klinik mehrfach kokosnussverursachte Verletzungen gesehen und von zwei Todesfällen gehört. Er kalkulierte die Aufprallwucht der fallenden Nuss – nachdem sie bei einem Fall aus 25 Meter Höhe eine Geschwindigkeit von 80 Kilometern pro Stunde erreicht hat, übe sie beim Aufprall mehr als eine Tonne Druck aus. Für seinen Artikel wurde Barss im Jahr 2001 der Ig-Nobelpreis verliehen.
Eine Studie zu Kokosnussunfällen auf den Salomonen über einen Fünfjahreszeitraum in den 1990er Jahren (Coconut Palm-Related Injuries in the Pacific Islands) nennt 16 schwere Verletzungen durch fallende Kokosnüsse, von denen keine tödlich verlaufen sei.
Die britische Reiseversicherungsgesellschaft Club Direct griff den Barss-Artikel im Februar 2002 in einer Pressemitteilung auf, in der erstmals die falsch hochgerechnete Zahl von etwa 150 Toten im Jahr genannt wurde. Club Directs Geschäftsführer Brent Escott versicherte in der Mitteilung, dass Urlaubern mit einer Reiseversicherung des Anbieters bei Kokosnuss-Unfällen Versicherungsschutz zustehe. Die Zahl wurde in ein Verhältnis (10fach) zu tödlich verlaufenden Haiangriffen gesetzt. Die Zahl 150 war willkürlich gewählt, da es keine Erfassung von Opfern gibt. Nur wenige Todesfälle wurden von Medien aufgegriffen.
Haischützer verwendeten die Zahl später, um Menschen die  Furcht vor Haiangriffen zu nehmen. So wollte beispielsweise Greenpeace mit der Verwendung des Vergleichs stereotypen Vorstellungen zur Gefährlichkeit von Haien widersprechen und für eine Einschränkung der Bejagung argumentieren. Im Gegensatz zu Todesfällen durch Kokosnussverletzungen gibt es eine verlässliche Erfassung tödlicher Haiangriffe. Dieses International Shark Attack File wird vom Florida Museum of Natural History an der University of Florida geführt.
George H. Burgess, Haiforscher und Leiter des International Shark Attack File, führte in einer Pressemitteilung im Mai 2002 aus:

“Falling coconuts kill 150 people worldwide each year, 15 times the number of fatalities attributable to sharks.”

„Fallende Kokosnüsse töten jedes Jahr weltweit 150 Menschen, [die] 15-fache Anzahl von Todesopfern durch Hai[angriff]e.“

In einem Artikel der New York Times vom Juni 2002 wird Burgess ebenfalls mit der Aussage zitiert, dass die Wahrscheinlichkeit, von einem Hai getötet zu werden, geringer sei, als Todesopfer einer fallenden Kokosnuss zu werden. Diese Aussage von einem Wissenschaftler gab der 150-Todesopfer-Zahl eine gewisse Legitimität. In einem Beitrag der Deutschen Welle wird die Zahl 150 sogar als Ergebnis einer Studie der University of Florida bezeichnet. Nach der Quelle zu der Kokosnusstodesfallzahl befragt, verwies Burgess auf die Pressemitteilung von Club Direct.
Joel Best, Professor für Soziologie und Strafrecht an der University of Delaware, stellte im Jahr 2004 fest:

“Although it turns out that the medical literature includes a few reports of injuries – not deaths – inflicted by falling coconuts, the figure of 150 deaths is the journalistic equivalent of a contemporary legend. It gets passed along as ‘true fact’, repeated as something that ‘everybody knows’.”

„Obwohl sich herausstellt, dass die medizinische Literatur einige Berichte über Verletzungen – nicht Todesfälle – enthält, die durch herabfallende Kokosnüsse verursacht wurden, ist die Zahl von 150 Todesfällen das journalistische Äquivalent einer zeitgenössischen Legende. Es wird als ‚wahre Tatsache‘ weitergegeben, wiederholt als etwas, das ‚jeder weiß‘.“

## Falschmeldungen (Auswahl)
Die willkürliche 150er-Angabe greifen Medien immer wieder auf, wie Euronews („… jedes Jahr [werden] weltweit etwa 150 Menschen an Stränden von einer Kokosnuss erschlagen“), Die Presse („Herunterfallende Kokosnüsse töten etwa 150 Menschen pro Jahr“), NZZ Folio („Jährliche Todesfälle durch fallende Kokosnüsse weltweit: 150“), Süddeutsche Zeitung („sterben weltweit jährlich … durch fallende Kokosnüsse 150“) oder die Frankfurter Allgemeine Zeitung („Jedes Jahr werden weltweit durchschnittlich 150 Menschen .. von einer herabfallenden Kokosnuss erschlagen“). Das Handelsblatt verwies im Jahr 2013 auf die rund 150 Kokosnuss-Unfallopfer mit Bezug auf den Barss-Artikel. Die Boulevardzeitung Bild behauptete abschwächend, dass im Jahr 2011 herunterfallende Kokosnüsse 150 Menschen verletzt hätten.
Mit Bezug auf Hai-Attacken schrieb Focus ohne Verwendung der 150er-Zahl 2012: „Jährlich sterben mehr Menschen durch fallende Kokosnüsse.“ T-online.de formulierte im Jahr 2017: „Es werden weltweit mehr Menschen durch herabfallende Kokosnüsse getötet als durch Attacken von Haien.“ Ebenso berichtete die Augsburger Allgemeine 2018, dass jährlich mehr Menschen von einer herabfallenden Kokosnuss erschlagen als durch einen Haiangriff getötet werden würden.
Auch in der Sach- und Fachliteratur wird die falsche Angabe verwendet, wie in Werken aus dem Erich Schmidt Verlag (2005), beim Redline Verlag (2014), bei Csiro Publishing (2017) oder dem Springer-Verlag (2017).